# Javere Bell
Pour les articles homonymes, voir Bell.
Javere Bell (né le 20 septembre 1992) est un athlète jamaïcain, spécialiste du 400 m.
Lors des sélections jamaïcaines, il réalise 45 s 08 le 23 juin 2013 à Kingston, ce qui le qualifie pour les championnats du monde à Moscou où il se qualifie pour les demi-finales. Il est médaillé d'argent du relais 4 x 400 m pour lequel il ne participe qu'aux séries éliminatoires le 15 août 2013.